# پاهراسی
ترس از پا یا پودوفوبیا(به لاتین: Podophobia) نوعی فوبیا یا ترس است که در آن فرد از دیدن یا دیده شدن،لمس کردن و یا لمس شدن پای خودش یا دیگران توسط هرشخصی وحشت دارد. پودوفوبیا یا ترس از پا از ترکیب 2 واژه یونانیِ podo (به معنی پا) و phobia ( به معنی ترس زیاد) به وجود آمده است.
شاید برای شما چیزی به عنوان ترس از پا بسیار عجیب به نظر برسد، اما به هر حال چنین فوبیایی وجود دارد. بعضی از افراد دوست ندارند کس دیگری پای برهنه آن‌ها را لمس کرده وو به ان خیره شود و یا آنها پای دیگران را لمس کنند. عده ای حتی از پاهای خودشان نیز وحشت دارند. آن‌ها از دیدن، لمس کردن ویا صحبت کردن در مورد پا وحشت دارند.